# Neavella notopleuralis
Neavella notopleuralis är en tvåvingeart som beskrevs av H. Oldroyd 1954. Neavella notopleuralis ingår i släktet Neavella och familjen bromsar.
Artens utbredningsområde är Seychellerna. Inga underarter finns listade i Catalogue of Life.